# Oreoicidae
Gli Oreoicidi (Oreoicidae Schodde & Christidis, 2014) sono una famiglia di uccelli passeriformi.

## Descrizione
I tre membri della famiglia sono piuttosto differenti fra loro, e mostrano pochi punti in comune riguardo all'aspetto: si tratta di uccelli di dimensioni medio-piccole (dai 16 cm dello zufolatore nucarossiccia ai 26 cm del pitoui crestato), dall'aspetto massicico, muniti di grosse teste squadrate e becchi forti e dalla punta adunca simili a quelli delle averle, nonché di penne della fronte e del vertice erettili e in alcuni casi di forma allungata, zampe forti, ali appuntite e coda dall'estremità squadrata.
Il piumaggio è anche molto differente nelle varie specie, mostrando tuttavia la tendenza a mantenersi più scuro e sobrio dorsalmente e più chiaro ventralmente: il dimorfismo sessuale è ben evidente in una sola specie, il campanaro crestato.

## Distribuzione e habitat
La famiglia è diffusa in Oceania, con due specie che abitano le foreste pluviali della Nuova Guinea (quelle di pianura il pitoui crestato e quelle montane lo zufolatore nucarossiccia) ed una (il campanaro crestato) diffusa nelle aree secche e semidesertiche australiane.

## Biologia
Si tratta di uccelli diurni, insettivori, che vivono da soli o in piccoli gruppi familiari e prediligono cercare il cibo fra i cespugli o al suolo.

## Tassonomia
La famiglia comprende tre generi monotipici, per un totale di tre specie:
Famiglia Oreoicidae
- Genere Aleadryas
  - Aleadryas rufinucha (Sclater, 1874) - zufolatore nucarossiccia
- Genere Ornorectes
  - Ornorectes cristatus (Salvadori, 1876) - pitoui crestato
- Genere Oreoica
  - Oreoica gutturalis (Vigors & Horsfield, 1827) - campanaro crestato

La sistematica della famiglia inizia a partire dal 1985, quando nella tassonomia degli uccelli di Sibley-Ahlquist vengono portate in evidenza le affinità genetiche fra le tre specie, fino ad allora mai ritenute imparentate fra loro in maniera stretta ed ascritte alla famiglia Pachycephalidae: gli studi molecolari successivi hanno confermato la monofilia del taxon (i cui componenti hanno cominciato a divergere non prima di 10 milioni di anni fa, portando all'istituzione della famiglia Oreoicidae, occupante un clade basale della radiazione evolutiva australo-papuana dei Corvida e vicino a Psophodidae.